# Cladomelea
Genre
Cladomelea est un genre d'araignées aranéomorphes de la famille des Araneidae.

## Distribution
Les espèces de ce genre se rencontrent en Afrique subsaharienne.

## Liste des espèces
Selon World Spider Catalog (version 17.0, 04/03/2016) :
- Cladomelea akermani Hewitt, 1923
- Cladomelea debeeri Roff & Dippenaar-Schoeman, 2004
- Cladomelea longipes (O. Pickard-Cambridge, 1877)
- Cladomelea ornata Hirst, 1907

## Publication originale
- Simon, 1895 : Histoire naturelle des araignées. Paris, vol. 1, p. 761-1084 (texte intégral).